# Ummern
Ummern település Németországban, azon belül Alsó-Szászország tartományban. Lakosainak száma 1544 fő (2023. december 31.). Ummern Groß Oesingen, Wesendorf, Gifhorn, Müden, Hohne és Eldingen községekkel határos.

## Népesség
A település népességének változása:
| Lakosok száma | 1567 | 1545 | 1564 | 1533 | 1526 | 1544 |
|               | 2016 | 2017 | 2019 | 2021 | 2022 | 2023 |